# Anidrytus marginatus
Anidrytus marginatus là một loài bọ cánh cứng trong họ Endomychidae. Loài này được Fabricius miêu tả khoa học năm 1801.